# Kusaal (Sprache)
Das Kusaal (auch Kusale, Kusasi und in Burkina Faso Koussassé) ist die Sprache des westafrikanischen Kusaal-Volkes, die von ca. 420.000 Sprechern in Ghana (2004 SIL) gesprochen wird inklusive der 350.000 Sprecher von Agole und 70.000 Sprecher des Toende.
Das Sprachengebiet findet sich in der nordöstlichen Ecke Ghanas im Bawku District. Kusaal wird auch in Burkina Faso von ca. 17.000 Menschen gesprochen. Als Verbreitungsgebiet gelten die Provinzen Nahouri und Boulgou sowie einige Dörfer südlich von Zabré im zentralen Süden des Landes.
Als Dialekte gelten Agole (Ost-Kusaal) und Toende (West-Kusaal). Weitere Untersuchungen zu der Kusaal-Gruppe in Burkina Faso stehen noch aus. Vermutlich besteht eine gewisse Ähnlichkeit zu Agole (Ost-Kusaal). Viele Sprecher behaupten, die verwandten Sprachen Mòoré, Dagbani, Mampruli (Sprache) und Farefare (Gurenne) zu verstehen. Kusaal ist ein Teil der Mòoré-Dagbani Gruppe.